# Enicospilus apicalis
Enicospilus apicalis är en stekelart som först beskrevs av Gyöö Viktor Szépligeti 1908.  Enicospilus apicalis ingår i släktet Enicospilus och familjen brokparasitsteklar. Inga underarter finns listade i Catalogue of Life.